# Hawaiiansk (sprog)
Hawaiiansk (hawaiiansk: ʻōlelo Hawaiʻi) er et sprog af austronesisk oprindelse og tæt beslægtet med polynesisk. Det tales i den amerikanske delstat Hawaii, der ligger midt i Stillehavet.
På hawaiiansk svarer Aloha! til et hej, et ord, der er kendt verden over.
Første del af ordet "Wikipedia" kommer fra hawaiiansk wikiwiki, der betyder hurtig.
I Disneys tegnefilmserie "Lilo & Stitch" bruges der hawaiianske gloser. Bl.a. aloha (hej), og ohana (familie).
| Sprog | Spire Denne artikel om sprog er en spire som bør udbygges. Du er velkommen til at hjælpe Wikipedia ved at udvide den. |